# Horcotes uncinatus
Horcotes uncinatus là một loài nhện trong họ Linyphiidae.
Loài này thuộc chi Horcotes. Horcotes uncinatus được miêu tả năm 1945 bởi Barrows.